# Gemeinsamer Bibliotheksverbund

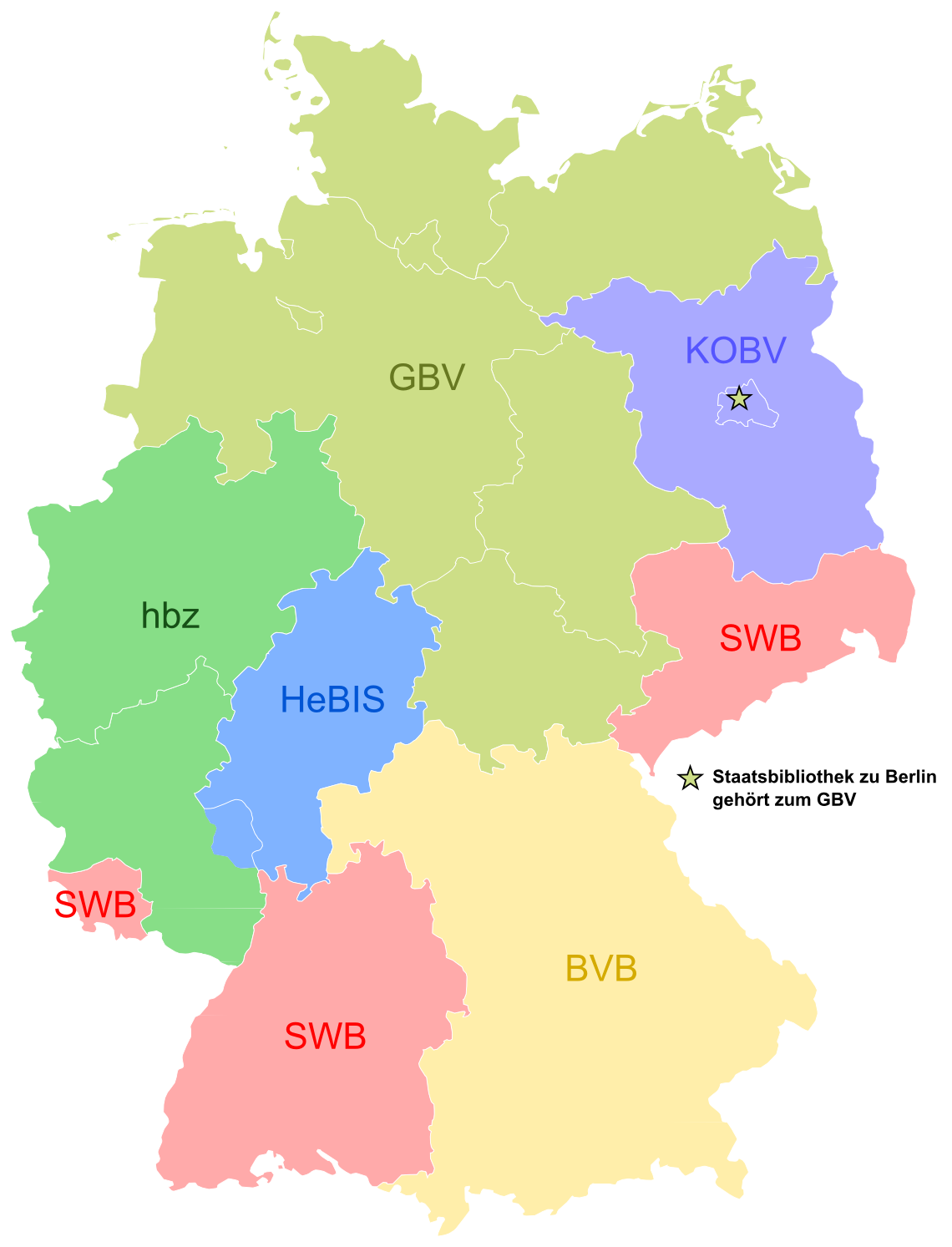
Bibliotheksverbünde in Deutschland

Der Gemeinsame Bibliotheksverbund (GBV) ist ein deutscher Bibliotheksverbund der Länder Niedersachsen, Sachsen-Anhalt, Thüringen, Hamburg, Bremen, Schleswig-Holstein und Mecklenburg-Vorpommern. Außer weiteren Bibliotheken gehört ihm auch die Stiftung Preußischer Kulturbesitz an. Sitz der Verbundzentrale des GBV (VZG) ist Göttingen.

## Organisation des GBV
Die Verbundleitung setzt sich aus je einem Vertreter der Ministerien und Bibliotheken der beteiligten Bundesländer und einem Vertreter der Stiftung Preußischer Kulturbesitz (SPK) sowie weiteren beratenden Mitglieder und ständigen Gästen zusammen. Als Dienstleistungszentrum für den gesamten GBV fungiert die Verbundzentrale des GBV (VZG) in Göttingen. Sie hostet den gemeinsamen Verbundkatalog (GVK) zur Katalogisierung und Recherche. Darüber hinaus gibt es mehrere Facharbeitsgruppen (FAG) zu ausgewählten Themenbereichen. Die Sprecher der Facharbeitsgruppen bilden zusammen mit dem Direktor der Verbundzentrale und Vertretern der Bibliotheken und der SPK den Fachbeirat, dessen Aufgabe die Koordinierung von Konzepten und Plänen der Facharbeitsgruppen und deren Abstimmung mit der Verbundzentrale ist. Einmal im Jahr findet die Verbundkonferenz mit Vertretern aller Bibliotheken statt. Auf der Konferenz stellen die Verbundleitung, die Verbundzentrale und der Fachbeirat ihre Rechenschaftsberichte vor. Ergänzend koordinieren die Facharbeitsgruppen Workshops zu aktuellen Themen. Alle drei Jahre werden die Vertreter der verschiedenen Bibliotheken für die Verbundleitung gewählt.
Ergänzend werden weitere Datenbanken gehostet, wie zum Beispiel das Verzeichnis der im deutschen Sprachraum erschienenen Drucke des 17. Jahrhunderts (VD 17) und die Landkartendrucke vor 1850 (IKAR). In Verbindung mit dem Recherchesystem (GSO) betreibt die VZG Systeme zur Fernleihe, Dokumentenlieferung und für Digitale Bibliotheken. Außerdem unterstützt sie Bibliotheken bei der Einrichtung und dem Betrieb lokaler Bibliothekssysteme und deren Integration in bestehende Universitätssysteme. Die Verbundzentrale ist ein niedersächsischer Landesbetrieb mit eigenem Budget, 83 Mitarbeitern (Stand August 2018) und den sechs Abteilungen Bibliothekarische Dienste, Digitale Bibliothek, Lokale Bibliothekssysteme, Discovery-Systeme, Systembetreuung und Anwendungsbetreuung.

## Aufgaben und Aktivitäten
Die Hauptaufgabe der Verbundzentrale des GBV ist die Kooperation und Organisation von Dienstleistungen von und für Bibliotheken im Verbundgebiet. Dazu gehören vor allem das zentrale Bibliothekssystem (CBS) zur kooperativen Katalogisierung und der Betrieb der lokalen Bibliothekssysteme (LBS). Für beides setzt der GBV seit 1993 Software des niederländischen Dienstleisters OCLC (ehemals PICA) ein; dazu wurde ein Kooperationsabkommen geschlossen, bei dem die VZG auch an der Weiterentwicklung der Bibliothekssoftware beteiligt ist.
Das CBS ist mit über 51 Millionen Titeldatensätzen und 97 Millionen Besitznachweisen die größte Datenbank zur Katalogisierung in Deutschland. Der Zugriff zur Katalogisierung erfolgt über die Software WinIBW. Das LBS stellt für die einzelne Bibliothek Module für ihren Online-Katalog sowie zu Benutzerverwaltung, Ausleihe und Erwerbung bereit. Für kleinere Bibliotheken bietet die Verbundzentrale als Dienstleistung auch einen vollständigen Betrieb des LBS auf zentralen Servern an. Mitte 2014 wurde der LBS-Service von 76 einzelnen Bibliotheken genutzt. Mittlere und auch größere Bibliotheken werden in einer virtualisierten Infrastruktur durch die VZG gehostet.
Die Verbundzentrale hostet zahlreiche Datenbanken mit Abstracts und Inhaltsverzeichnissen und koordiniert den Zugang zu Datenbanken anderer Anbieter (zum Beispiel im Falle der Nationallizenzen). Zu den online angebotenen Bibliothekskatalogen gehören der Gemeinsame Verbundkatalog (GVK) und der Verbundkatalog Öffentlicher Bibliotheken (ÖVK).
Um die laufenden Projekte zwischen der Verbundzentrale und den am GBV beteiligten Einrichtungen besser koordinieren zu können, wurde 2005 auf Basis von MediaWiki das „GBV Verbund-Wiki“ geschaffen. Neben den Gremien des GBV, die ihre Arbeit hier dokumentieren, finden sich auch die Bibliotheken und ihre Partner in projektbezogenen Communities zusammen.
Die strategische Planung und Priorisierung von Projekten wird im GBV über Ziel- und Leistungsvereinbarungen sowie längerfristige Strategiepapiere festgelegt.
Die Arbeitsgemeinschaft Alte Drucke beim GBV will die Nachweissituation bibliographischer Standards für historische Drucke verbessern. Sie gibt eine Reihe von Empfehlungen heraus, so den AAD-Standard für die Erschließung Alter Drucke bis 1850, die Empfehlungen zur Provenienzverzeichnung, den Thesaurus der Provenienzbegriffe T-PRO, die Gattungsbegriffe für alte Drucke bis Erscheinungsjahr 1850, die Empfehlungen zur Katalogisierung von Druckgraphik und den Thesaurus Buntpapier.
Auf dem 103. Bibliothekartag 2014 in Bremen haben die Verbundzentrale des Gemeinsamen Bibliotheksverbundes (VZG) und das Bibliotheksservice-Zentrum Baden-Württemberg (BSZ) eine strategische Partnerschaft bekanntgegeben.

## Geschichte
Vorläufer des Gemeinsamen Bibliotheksverbundes ist der Bibliotheksverbund Niedersachsen, der 1982 als Verbund zur gemeinsamen Katalogisierung gegründet wurde. Die technische Infrastruktur stellte das Bibliotheksrechenzentrum für Niedersachsen (BRZN), eine Abteilung der SUB Göttingen, die Anfang 2001 als Verbundzentrale ausgegliedert wurde. Von Anfang an waren auch Öffentliche Bibliotheken in die Verbundarbeit eingebunden. Für die Katalogisierung standen Fremddaten der Deutschen Bibliothek (heute Deutsche Nationalbibliothek), der British Library und der Library of Congress zur Verfügung. Bereits früh wurde die Möglichkeit einer Online-Fernleihe geschaffen. Nach Unterzeichnung eines Vertrages mit der niederländischen Pica-Stiftung im Oktober 1991 erfolgte 1993 der Umstieg auf das Zentrale Verbundsystem (CBS), an das alle Lokalen Bibliothekssysteme (LBS) in der Folge angebunden wurden. 1994 schlossen sich erst Sachsen-Anhalt und kurz danach Thüringen dem Niedersächsischen Bibliotheksverbund an. Durch Vereinigung mit dem Norddeutschen Bibliotheksverbund (NBV) mit den Bundesländern Hamburg, Bremen, Mecklenburg-Vorpommern und Schleswig-Holstein entstand schließlich 1996 der Gemeinsame Bibliotheksverbund. Dazu unterzeichneten die beteiligten Bundesländer ein Verwaltungsabkommen, in dem die Organisation des GBV festgelegt ist. Die Direktoren Reiner Diedrichs und Stefan Gradmann leiteten zunächst gemeinsam den neuen Verbund, bevor Reiner Diedrichs die Gesamtleitung übernahm. Anfang Juli 1999 trat die Staatsbibliothek zu Berlin dem Verbund bei; ihr folgte 2003 die gesamte Stiftung Preußischer Kulturbesitz. Über Leistungsverträge bietet der GBV inzwischen seine Dienstleistungen auch anderen Bibliotheken außerhalb des Verbundgebietes an. Zu den assoziierten Bibliotheken zählen unter anderem die Universitätsbibliothek Potsdam (seit 2002), Bibliotheken verschiedener privater Hochschulen (Hertie School of Governance, ESMT European School of Management and Technology etc.) sowie Bibliotheken verschiedener Institute der Max-Planck-Gesellschaft und der Leibniz-Gemeinschaft.